# Aspiranterna
Aspiranterna är en svensk TV-serie i 8 delar som sändes på SVT 1998. Serien handlar om en grupp unga människor som utbildar sig till poliser. De utsätts för flera tuffa prövningar, inte bara fysiskt utan i kärlek, vänskap och heder men alla har ett och samma mål – att bli morgondagens poliser. Frank och Agneta är lärarna som ska förbereda dem inför den tuffa tillvaron som väntar dem.

## Rollista
- Peter Andersson - Frank
- Stina Ekblad - Agneta
- Anna Eklund - Jessica
- Felix Engström - P-O
- Martin Forsström - Johan
- Ray Jones IV - Jesus
- Regina Lund - Ulrika
- Sanna Nygren - Eva
- Johan Paulsen - Niklas
- Jasmine Heikura - Amelia
- Sofia Helin - Anna-Karin
- Lakke Magnusson - Robbie
- Donald Högberg - 	Emeretsson
- Tomas Tivemark - Bengt
- Catherine Hansson - TV-reporter
- Özz Nûjen - Benjamin

## Avsnitt
1. Många äro kallade - Det är dags för uttagningarna, flera tuffa prövningar väntar för att bli en av de utvalda till framtidens Poliser.
2. Rätt sida gränsen - Jesus får veta att hans kompisar ska göra en stöt mot en datorbutik. Han ställs inför ett tufft beslut, följs sin plikt som Polis och anmäla dem eller förbli lojal mot sina vänner. Det är dags att välja sida.
3. En för alla? - PO och Johan försöker ta sig en på en nattklubb med sina Polisleg, när de nekas blir det bråk och det slutar med att PO slår ner dörrvakten.
4. Beslutet - Anna-Karin har haft svårt med vapen under sin tid på Polisskolan, det blir inte lättare när hon råkar skjuta Niklas..
5. Hedra din fader - Ulrikas pappa dör av en hjärtattack och hon bestämmer sig för att sluta och åka hem och ta hand om sin mamma.
6. Passion och samvete - Jessikas dotter försvinner från en lekplats där en pedofil härjat den senaste tiden.
7. Jesper - Under en skjutövning skottskadas en 6-årig pojke som tagit sig in på området.
8. Den sista tiden - Det är dags för aspiranterna att göra sin praktik. Jessika får inbrott av ett gäng och det urartar fullständigt.